# Хорхе Торо
Хорхе Торо (ісп. Jorge Toro; 10 січня 1939, Сантьяго — 16 лютого 2024) — чилійський футболіст, що грав на позиції півзахисника.
Виступав, зокрема, за клуби «Коло-Коло» та «Модена», а також національну збірну Чилі, у складі якої став бронзовим призером чемпіонату світу 1962 року.

## Клубна кар'єра
У дорослому футболі дебютував 1958 року виступами за команду «Коло-Коло», в якій провів чотири сезони, взявши участь у 61 матчі чемпіонату і 1960 року став чемпіоном Чилі.
1962 року Торо відправився до Італії, де протягом сезону 1962/63 років захищав кольори клубу «Сампдорія», зігравши у 16 іграх Серії А і забив 3 голи, після чого перейшов у інший місцевий клуб «Модена», де у першому сезоні не був основним гравцем, зігравши лише 3 гри у вищому дивізіоні, але після вильоту клубу до Серії Б став основним гравцем, зігравши понад 100 ігор за команду за наступні п'ять сезонів своєї ігрової кар'єри, але повернути команду до вищого дивізіону не зумів.
Згодом з 1969 року по сезону провів у інших італійських клубах «Верона» та «Модена», повернувшись в середині 1971 року в «Коло-Коло», за яке зіграв свою останню гру 8 грудня проти «Депортес Консепсьйон». Надалі грав за інші чилійські команди «Уніон Еспаньйола», з якою виграв другий у своїй кар'єрі чемпіонський титул, «Депортес Консепсьйон» та «Аудакс Італьяно», а завершив ігрову кар'єру у команді «Депортес Ла-Серена», за яку виступав протягом 1976 року.

## Виступи за збірну
Не провівши жодного матчу у складі національної збірної Чилі, Торо взяв участь у чемпіонаті Південної Америки 1959 року в Аргентині, де і дебютував у головній команді 7 березня 1959 року в матчі-відкритті турніру проти Аргентини (1:6). Загалом за турнір Хорхе зіграв у 4 іграх, а команда посіла 5 місце.
Згодом у складі збірної був учасником чемпіонату світу 1962 року у Чилі, на якому команда здобула бронзові нагороди. У матчі другого туру групового етапу проти Італії, який увійшов в історію як битва у Сантьяго, півзахисник забив вирішальний другий гол для Чилі, який дозволив перемогти італійців з рахунком 2:0 і достроково вийти у чвертьфінал, завдяки чому Торо отримав відпочинок в останній грі групи проти ФРН (0:2). Надалі півзахисник незмінно виходив на поле в іграх плей-оф і у півфіналі проти майбутніх чемпіонів світу Бразилії забив другий гол на турнірі, втім команда поступилась 2:4 і не вийшла у фінал.
Після «мундіалю» тривалий час не грав за збірну і лише через майже 11 років у квітні 1973 року Хорхе Торо нову зіграв за Чилі, провівши свої три останні гри за цю команду. Загалом протягом кар'єри у національній команді провів у її формі 24 матчі, забивши 3 голи.

## Титули і досягнення
- Чемпіон Чилі (2):

«Коло-Коло»: 1960
«Уніон Еспаньйола»: 1973
- Бронзовий призер чемпіонату світу: 1962